# フォード・レーザー
レーザー（LASER）は、フォード・モーターが1981年から2005年にかけて生産していた小型乗用車である。当時提携関係にあったマツダが設計、開発したファミリア/323の姉妹車で、日本では1982年（昭和57年）から2000年（平成12年）までにフォードの販売網「オートラマ」で販売された。

## 概要
1979年にフォードとマツダは資本提携し、フォードはアジア・オセアニア・環太平洋地域向けの小型車の開発生産をマツダに任せることにした。そのアライアンスの一環として企画された。
プラットフォームは、ファミリア同様マツダ・Bプラットフォームが採用されていた。日本国内ではマツダの工場でファミリアと同じ生産ラインで生産されアジアやオセアニア諸国などへ輸出された。またオーストラリアやニュージーランドで現地生産も行われた。オーストラリアやニュージーランドでフォード車は地元ブランドとして認識されており、マツダ・323よりもレーザーの方が売り上げが好調であり、1984年にフォード・オーストラリアが行った調査によるとレーザー購入者の1/3はこれがマツダ車ベースの車とは知らずに購入していたというデータもある。
また、北米エスコートは2代目でレーザーと共通のスタイリングとなった（初代は欧州エスコートMk3がベース）。

## 初代 BE (KA/KB)型（1981-1985年）

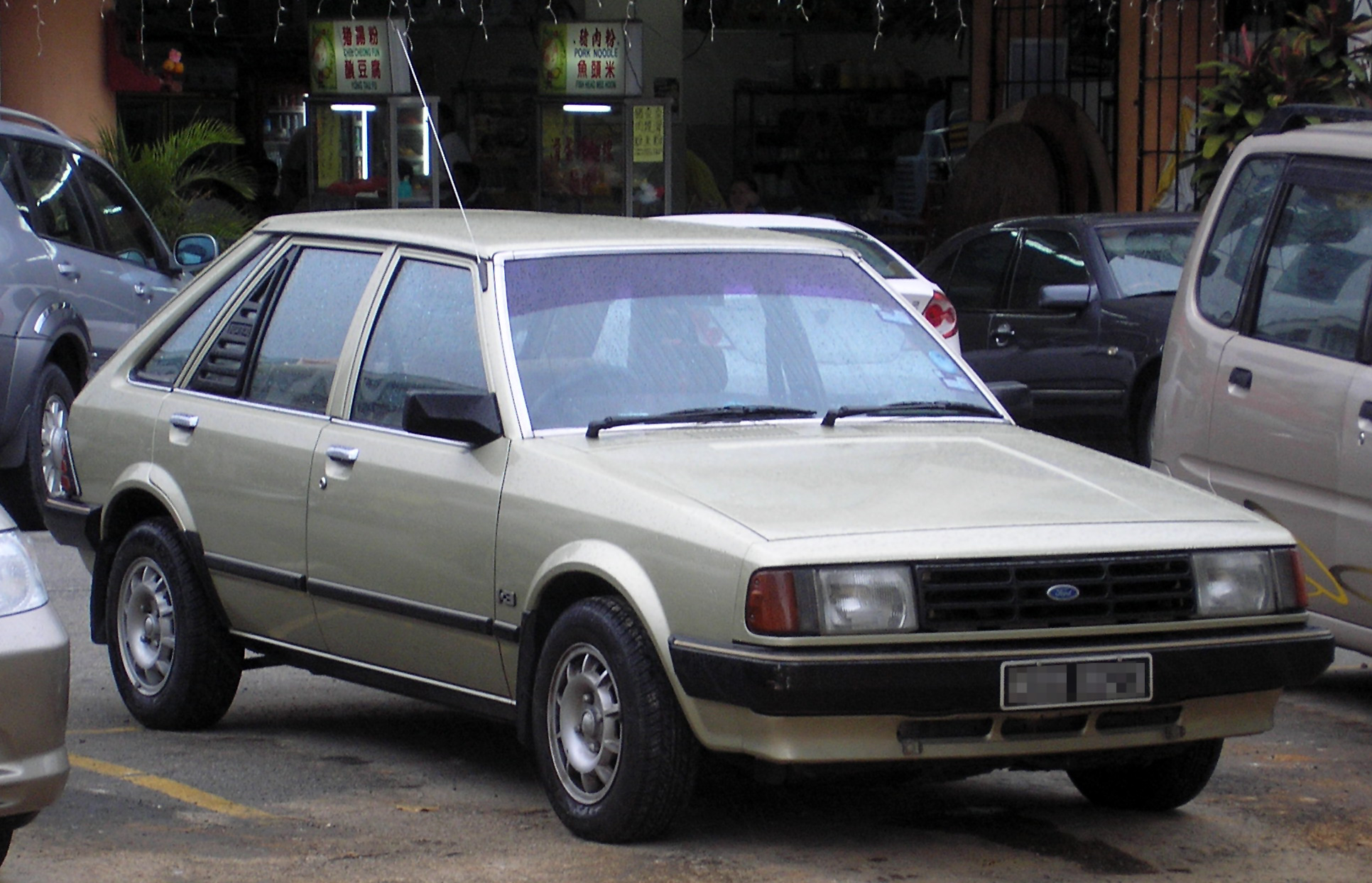
初代レーザー（5ドアハッチバック）

- 1981年3月　BD型マツダ・ファミリアのOEM車として、オーストラリアで生産・販売開始。4ドアセダンの兄弟車としてミーティアがあった。
- 1982年10月　日本国内で生産・販売開始。ボディは4ドアセダンと3ドア&5ドアハッチバック。エンジンは1.5L（E5型）のガソリンが与えられた。
- 1983年6月　3ドア車に1.5L EGI及びEGIターボが追加。上級グレードはドアミラーが標準装備。

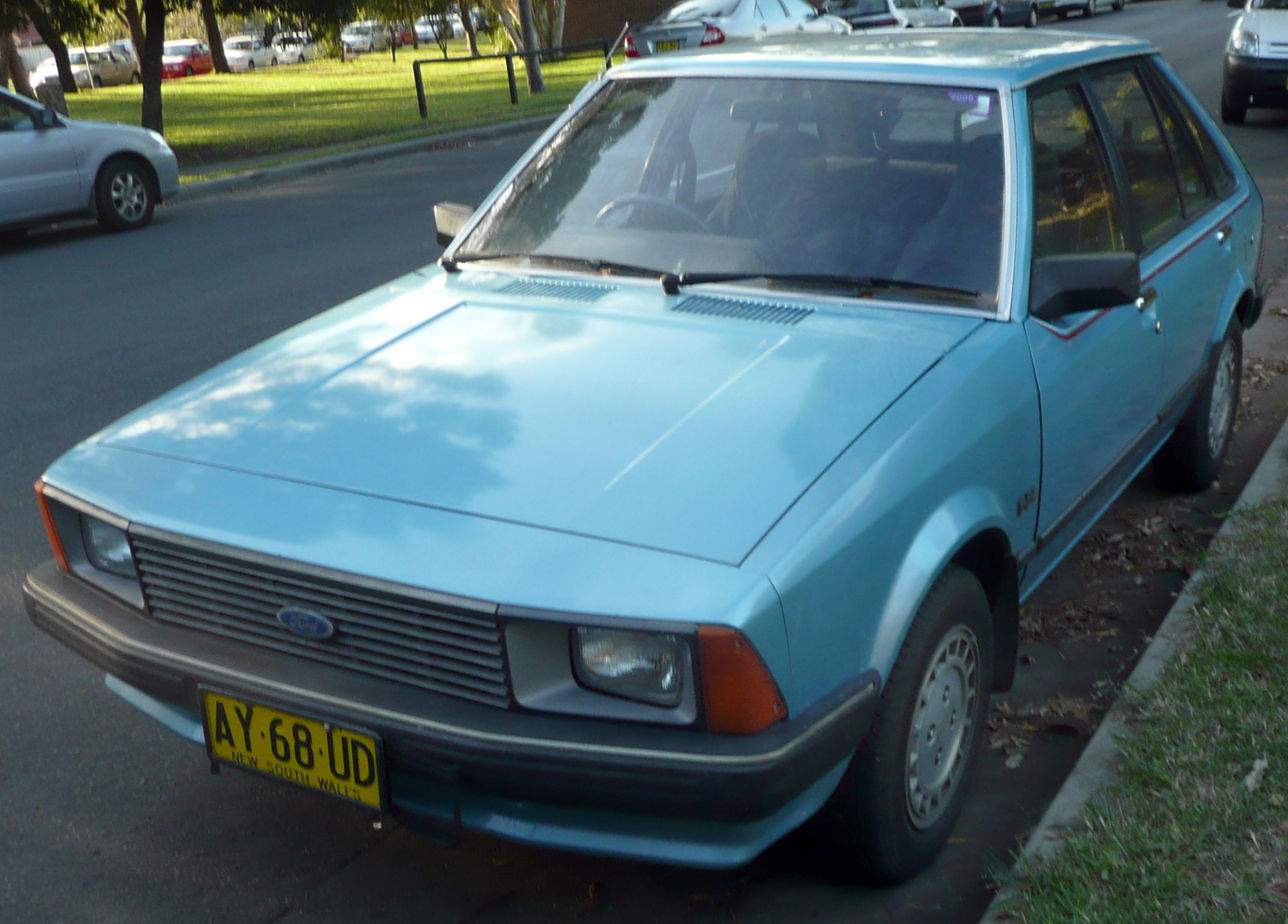
初代レーザー（5ドアハッチバック）
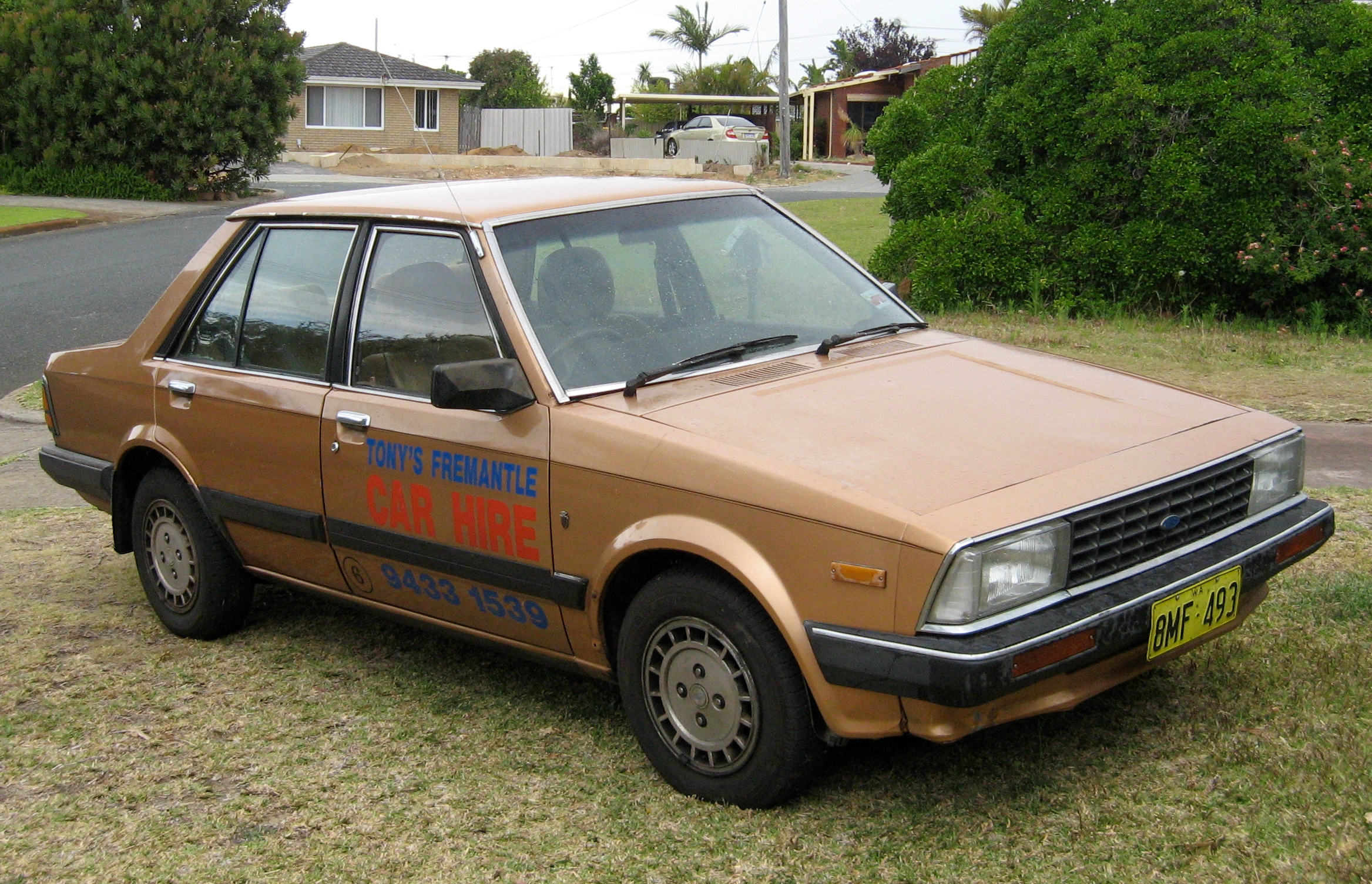
初代Meteor（フロント）
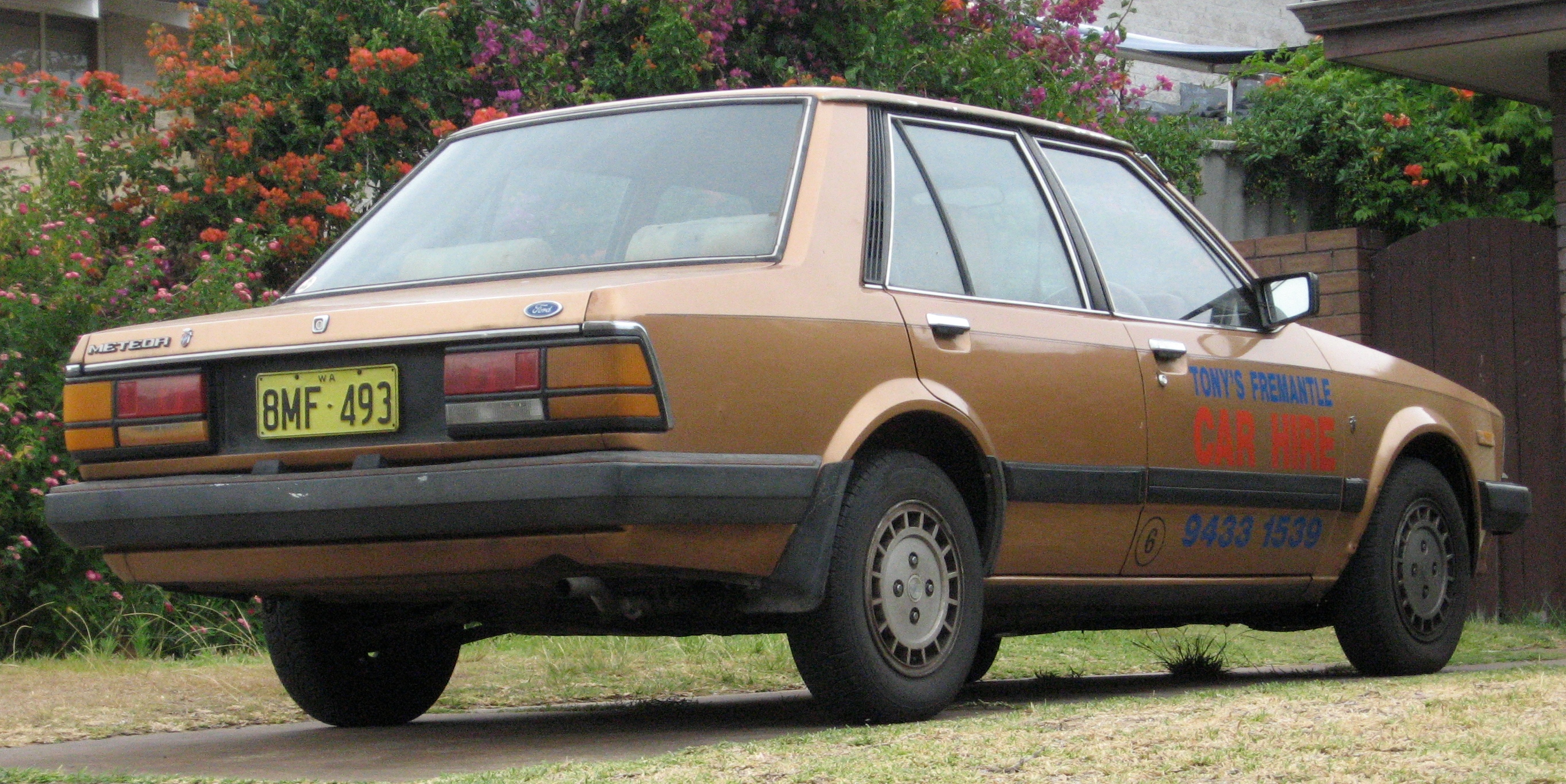
初代Meteor（リア）

## 2代目 BF/KC/KE型（1985-1994年）

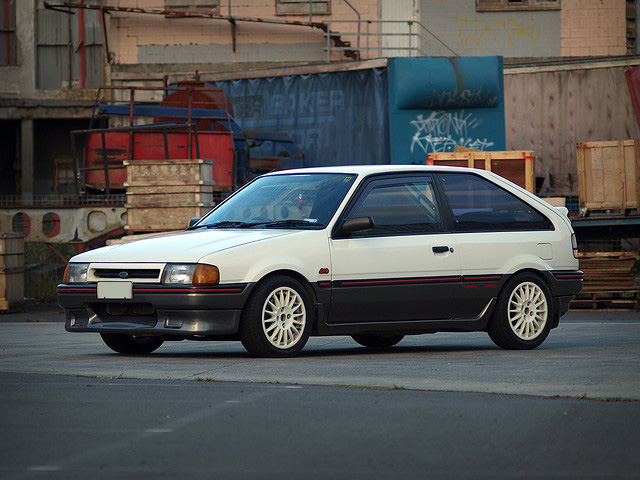
2代目レーザー（3ドアハッチバックフルタイム方式4WD）

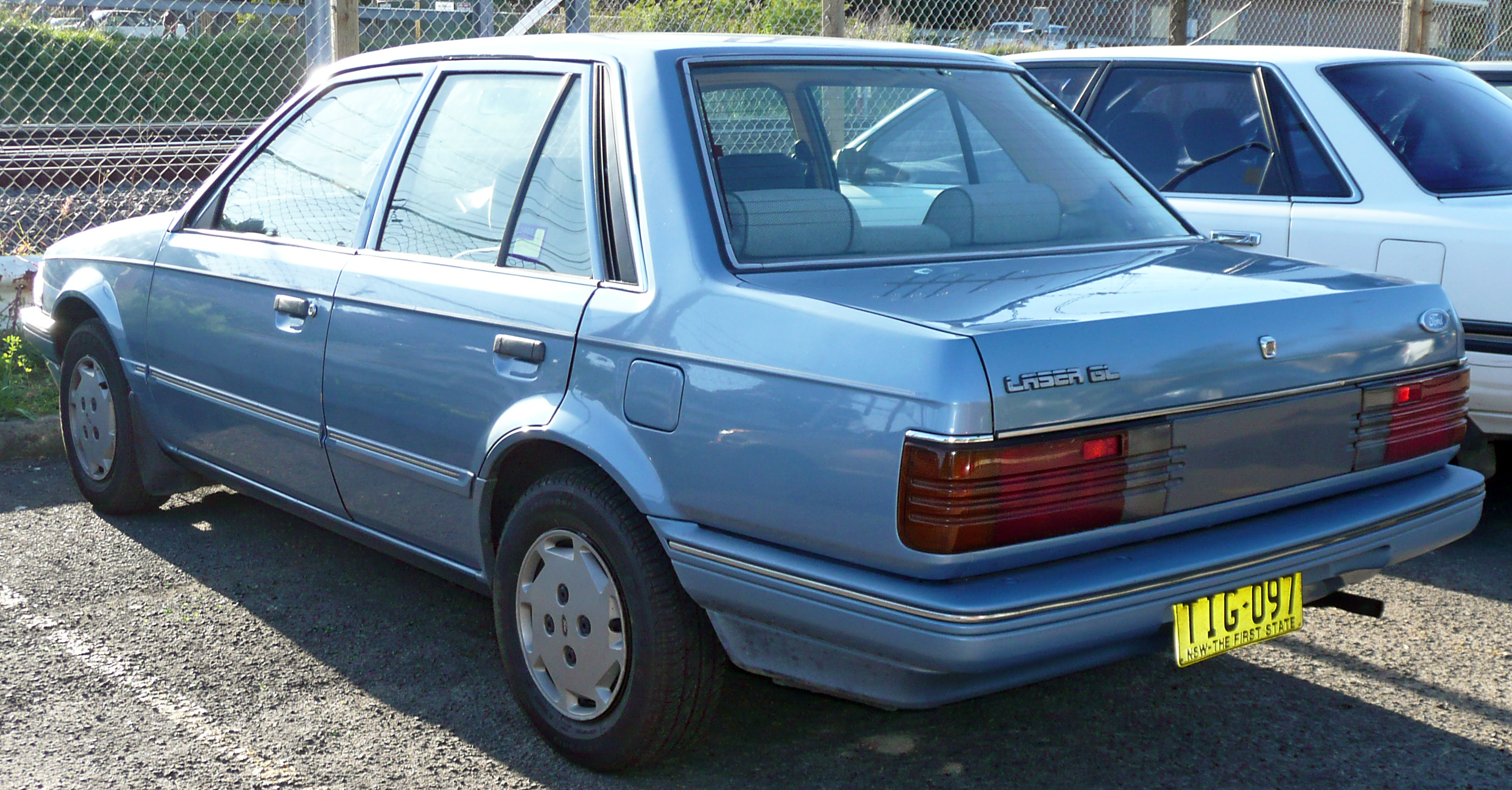
2代目レーザー（4ドアセダン）

- 1985年1月　フルモデルチェンジ。ボディ構成は変わらないが、ファミリアがセダン・ハッチバック・ワゴンと全ての仕様で共通のフロントフェイスだったのに対して、こちらはハッチバックのみ独立したフロントフェイスにしており、ボディ形状もハッチバックのみ、ファミリアより丸みを強めた意匠に変更された。エンジンはE5型1.5L（キャブ、EGI、EGIターボ）に加えE3型1.3Lガソリンが登場。
- 1985年7月　1.7Lディーゼル（PN型）追加
- 1985年10月　3ドア車に日本初となるフルタイム方式4WDが追加。同時にB6型1.6LDOHCターボエンジンが追加。
- 1986年3月　カブリオレ追加。ショートデッキスタイルであり、ファミリアのカブリオレ（リア部分はテールランプ類を含めて前期型ハッチバックの物をそのまま使用）をほぼそのまま流用している為、この型式のレーザーの中では唯一フロントフェイス（セダン及びバンの物と共通）とハンドル等一部を除き、全てファミリアのカブリオレと共通の仕様だった。エンジンはE5型1.5Lターボのみの設定。
- 1987年3月　マイナーチェンジ。セダンに4WDが追加。E5型、E3型がそれぞれB5型、B3型エンジンへと換装。それに伴い1.5Lに設定されていたEGI及びEGIターボは廃止。カブリオレはB6型に換装。

なお、この代にはバンも存在し、3代目の登場後も1994年まで生産された。

## 3代目 BG (KF/KH)型（1989-1994年）

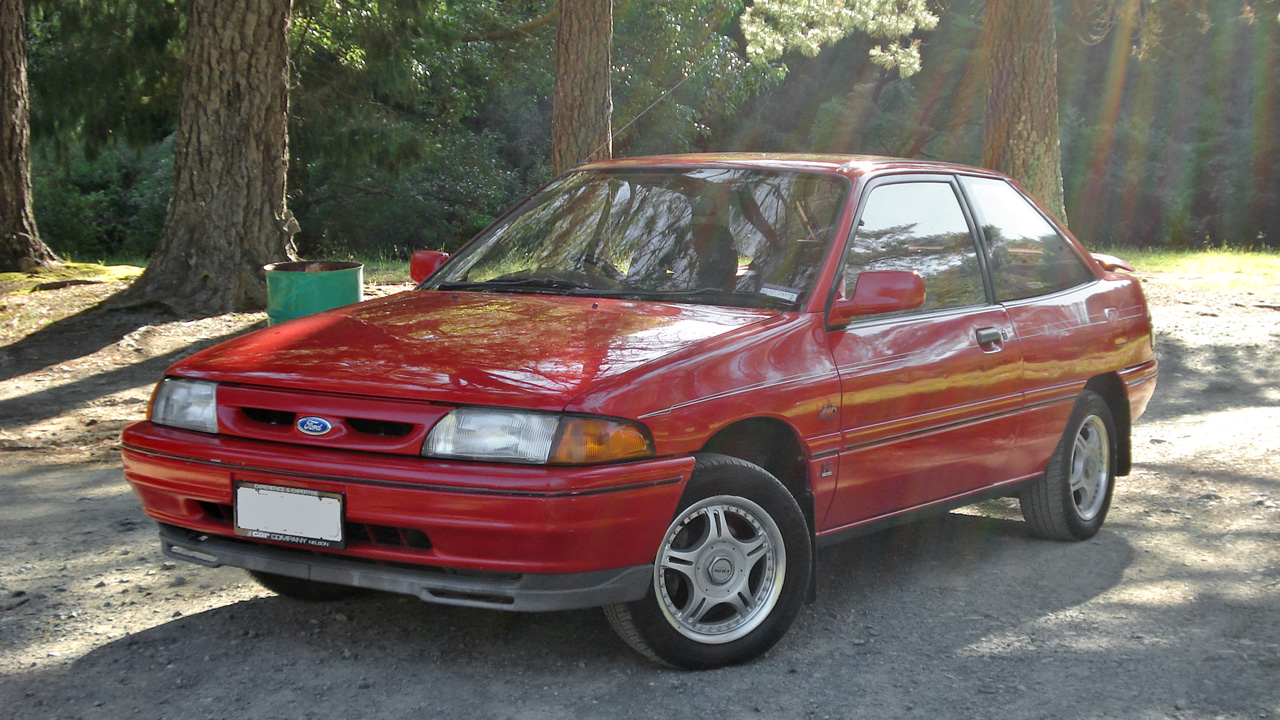
3代目レーザー（クーペ）

- 1989年4月　フルモデルチェンジ。ファミリアより2か月遅れて販売開始され、ボディ外板はファミリアとは全く別物となっている。ボディは4ドアセダンとレーザー専用ボディーである3ドアクーペの2タイプが用意。エンジンはB6型1.6L DOHC、B5型1.5L DOHC＆SOHC、B3型1.3L SOHCのガソリンとPN型1.7L ディーゼルが用意。
- 1989年8月　フルタイム4WDが追加。エンジンはBP型1.8L DOHCとB6型1.6L SOHCガソリンの2タイプで1.8Lにはターボが装着されている。
- 1991年1月　マイナーチェンジ。エアコンを代替フロン化。
- 1994年5月[1]  生産終了。在庫対応分のみの販売となる。
- 1994年6月  4代目とバトンタッチして販売終了。

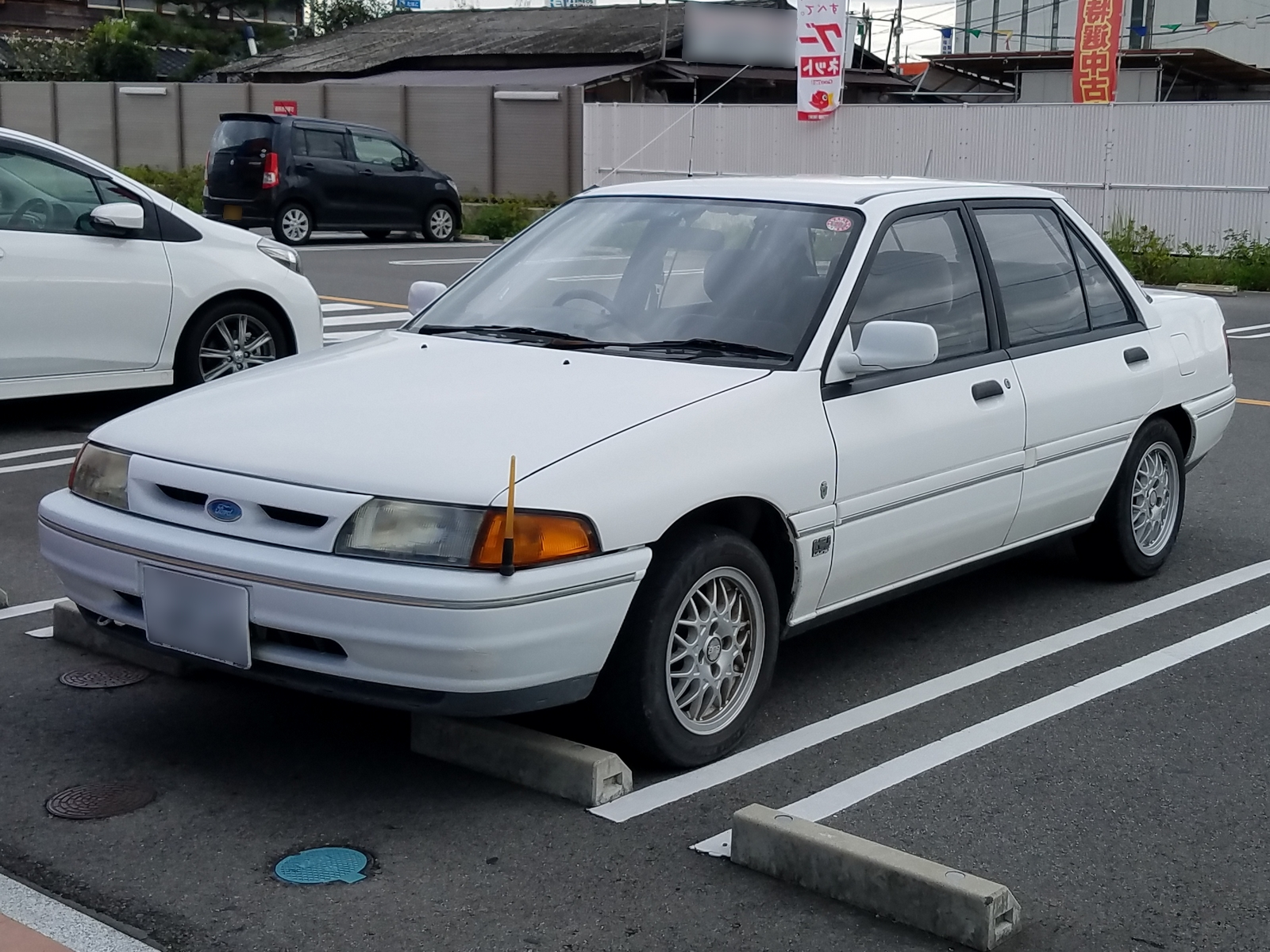
後期型 1.5DOHC GHIA
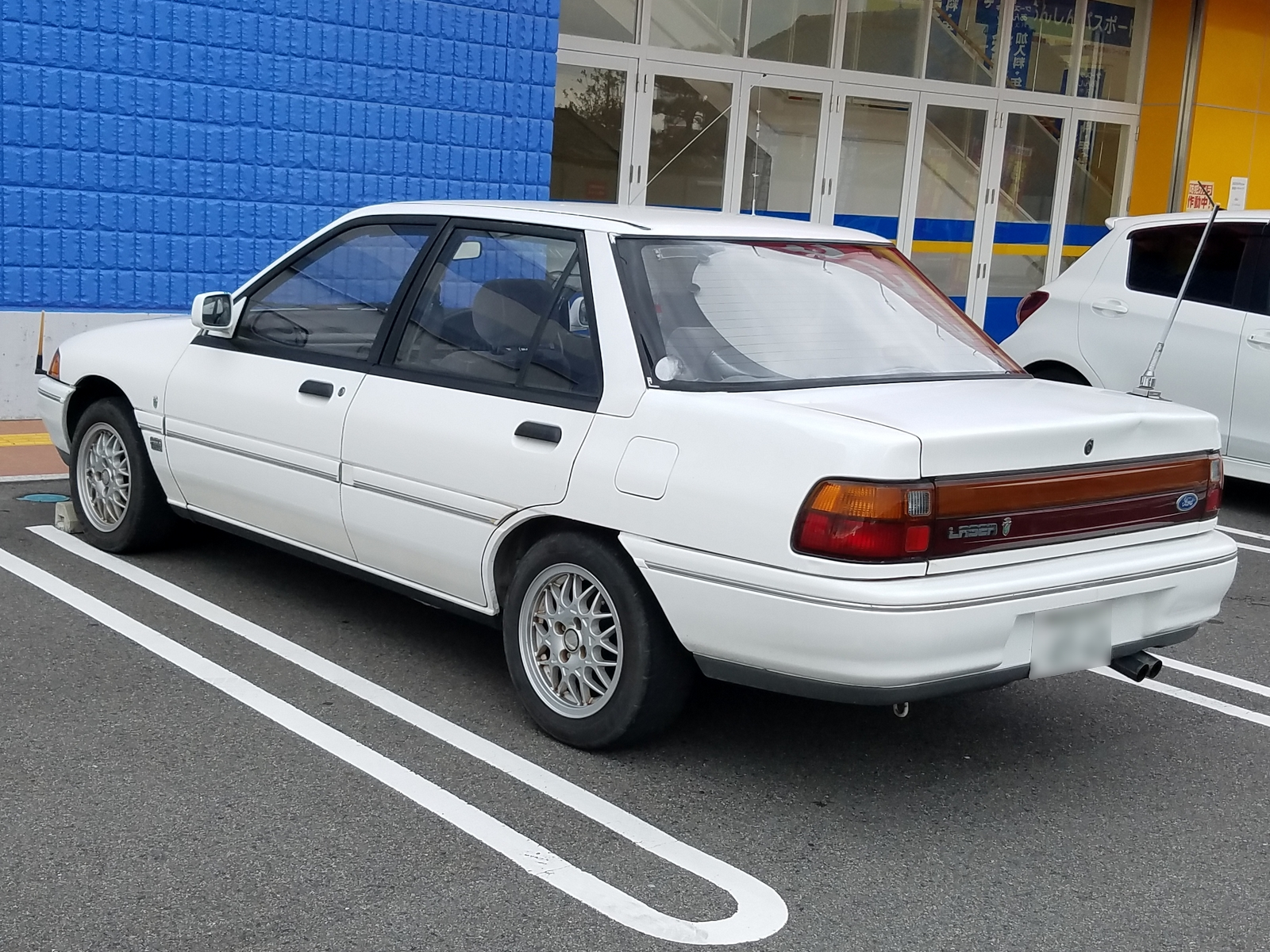
後期型 1.5DOHC GHIA

## 4代目 BH (KJ/KL/KM)型（1994-1998年）
- 1994年6月　フルモデルチェンジ。再びファミリアと外板の共通化が図られる。ボディは4ドアセダンと3ドアハッチバックの2タイプだが、ハッチバック車はファミリアと異なる丸目ライトで個性を持たせている。エンジンは当初ガソリンのみで全車DOHC化され、BP-ZE型1.8L、Z5-DE型1.5L、B5-DE型1.5Lの3タイプ。
- 1994年9月　セダンにZ5-DEL型リーンバーンエンジン(通称：Z-LEAN(ゼット・リーン))仕様を追加。
- 1994年10月　セダンに1.7Lディーゼルターボが追加。但しマツダ製のPN型ではなくいすゞ製の4EE1型が搭載されている。ディーゼルエンジン搭載車はボンネットにエアダクトが装着されている（インタークーラー設置の為）。同時にフルタイム4WD車が追加（エンジンは前記のディーゼルとB6-DE型1.6Lガソリンの2タイプ）。
- 1995年　オーストラリア・シドニーのHomebush工場が閉鎖され、オセアニア向けも全て日本からの輸出となった。なおオセアニア向けには日本国内では販売されなかったLIATAという名の5ドアハッチバックも存在した。丸目ライトの3ドアハッチバックの名称はLYNXの名称で販売された。
- 1996年10月　マイナーチェンジ。ファミリア3ドアNEOは販売不振のため新規デザインの3ドアハッチバックボディに刷新されたが、レーザーはNEOのボディをそのまま継続する。
- 1998年11月[2]  生産終了。在庫対応分のみの販売となる。
- 1998年12月  5代目にバトンタッチして販売終了。

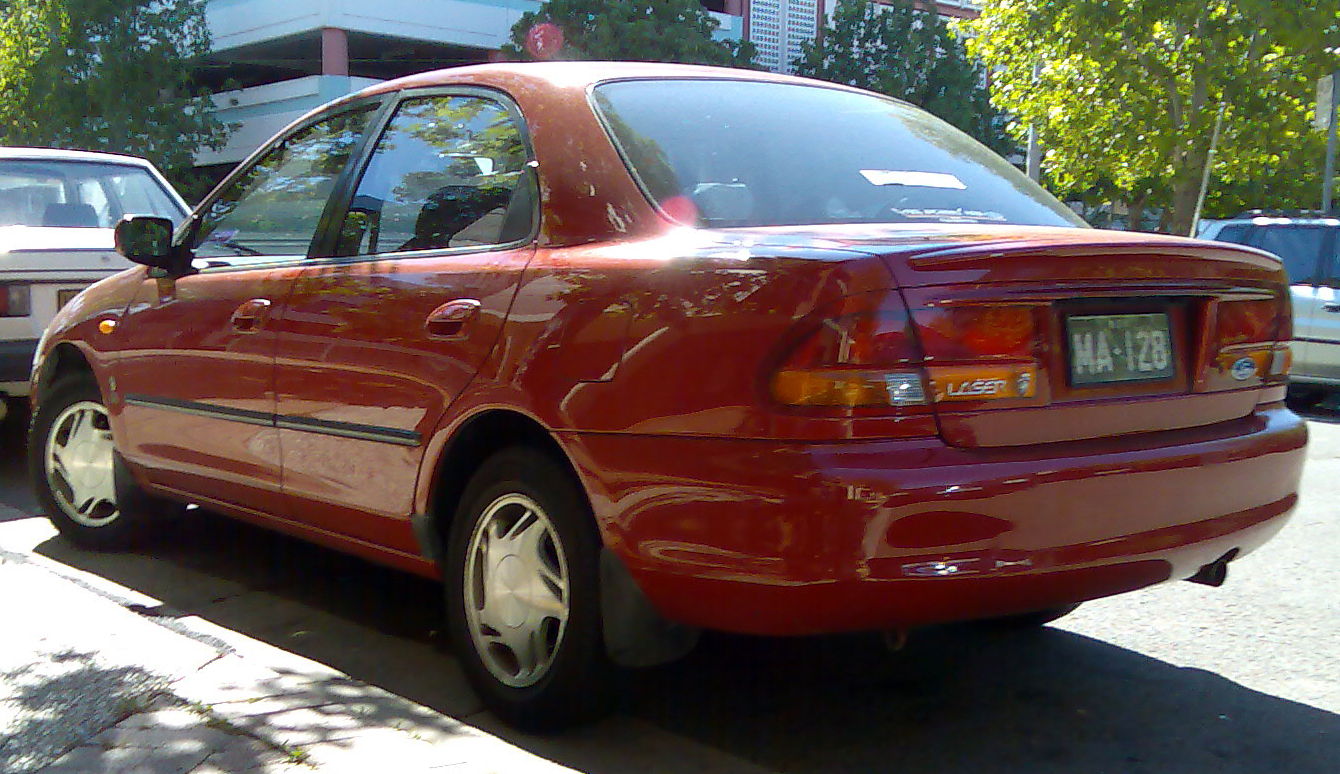
4代目レーザー セダン
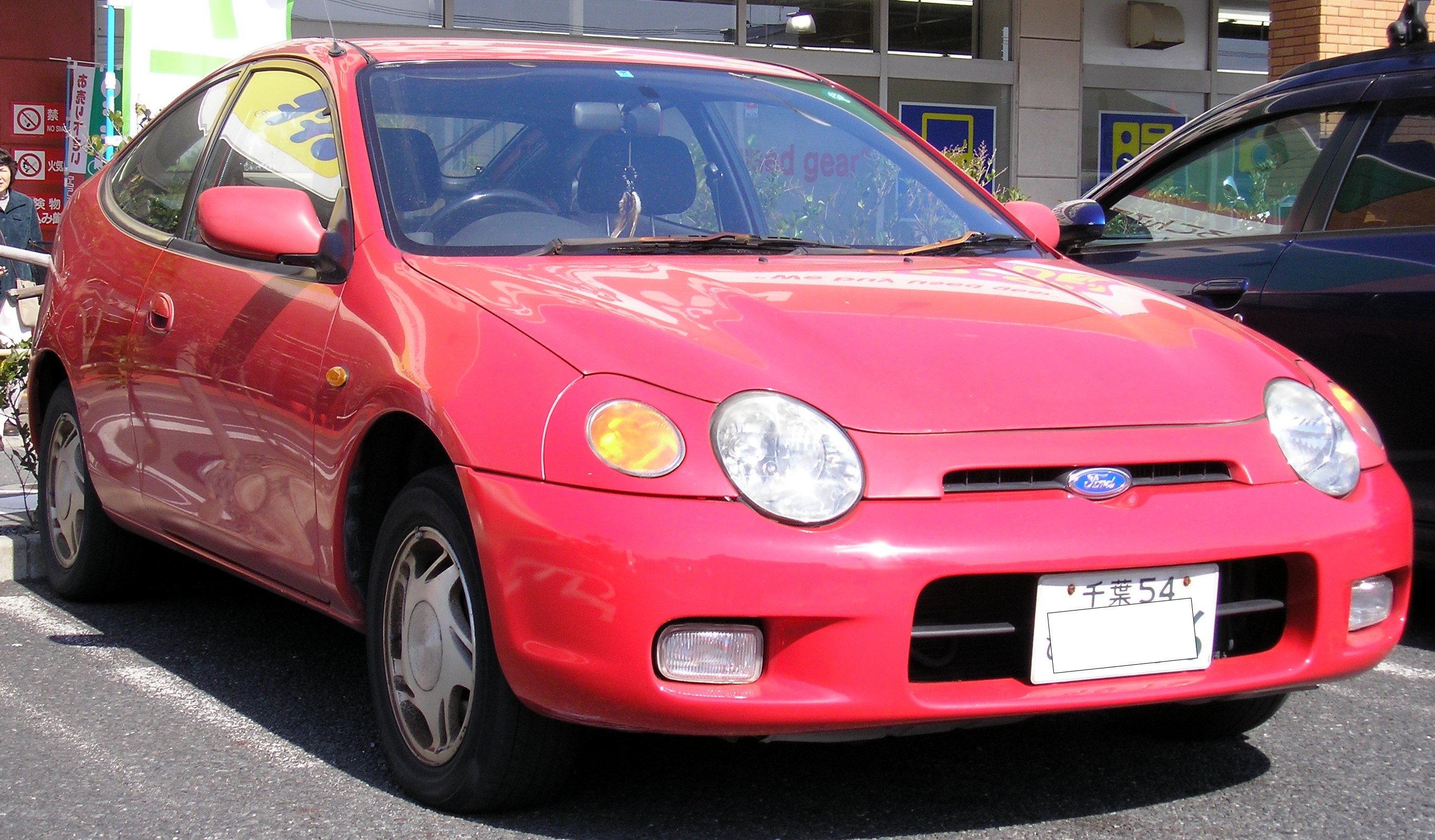
4代目レーザー 3ドア
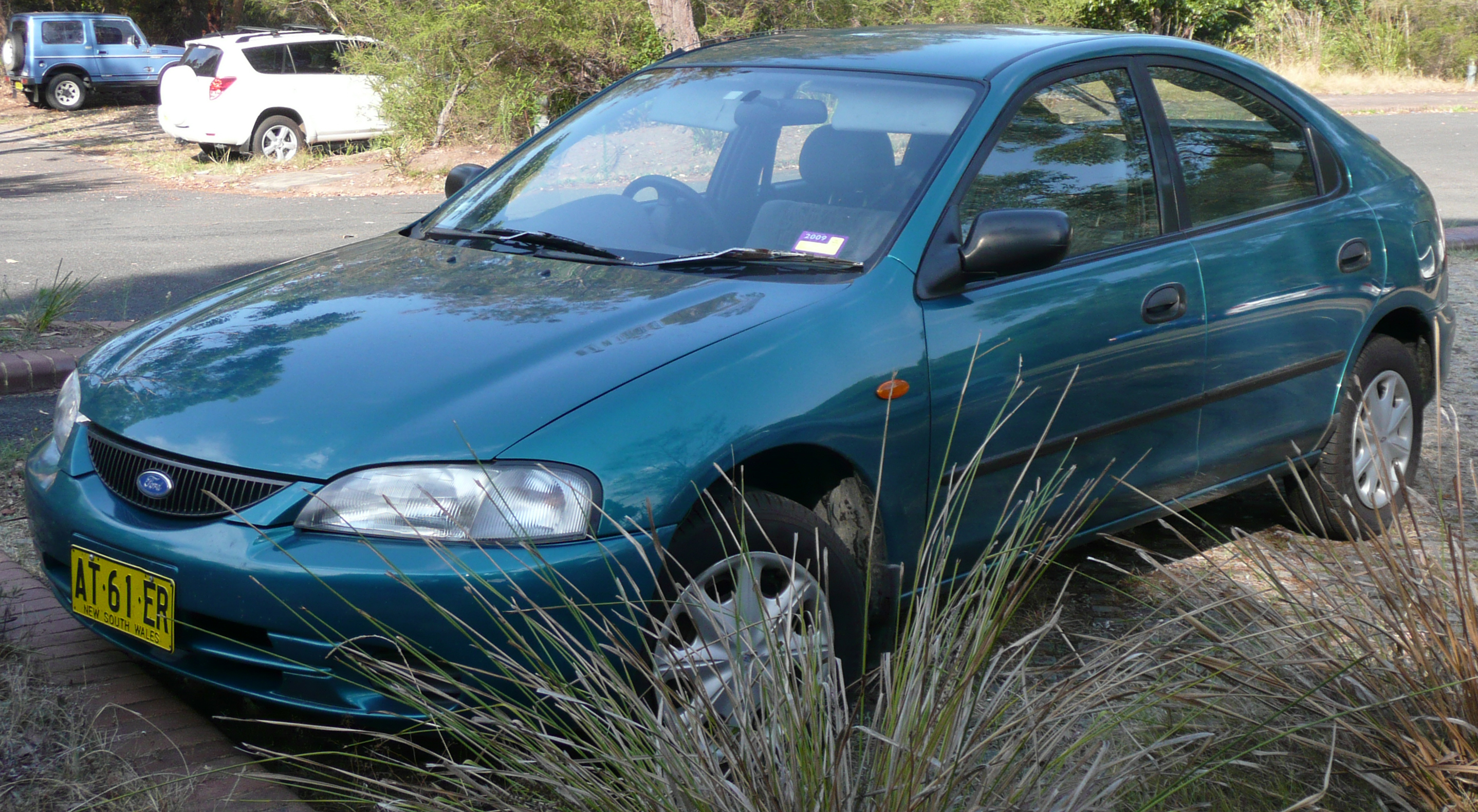
5ドアハッチバックのLIATA

## 5代目 BJ (KN/KQ)型（1998-2001年）

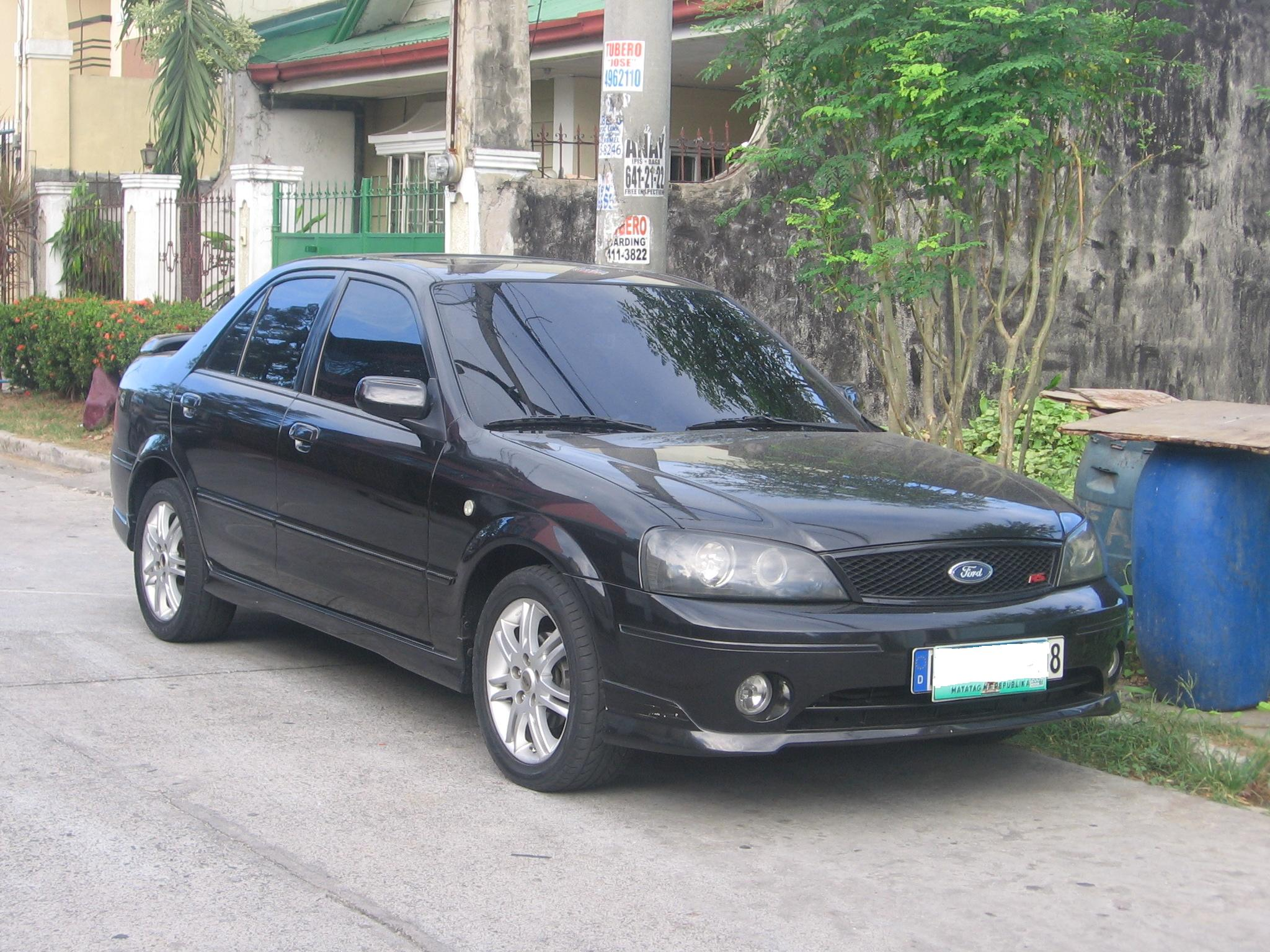
リンクス(Lynx)（国外仕様）

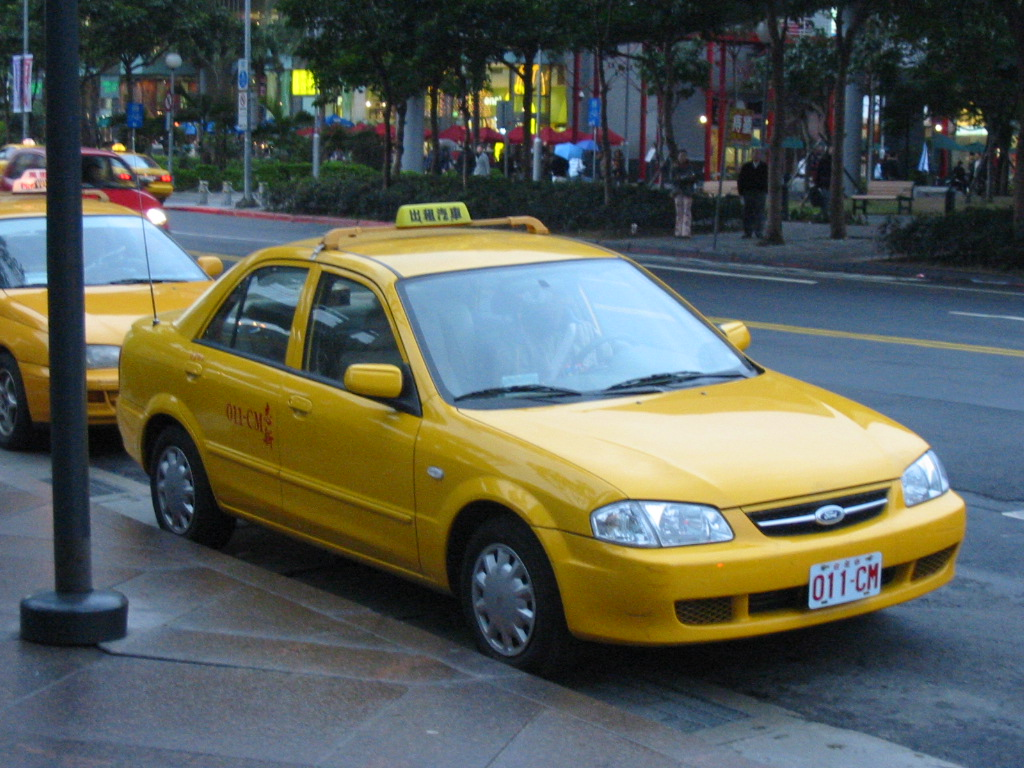
レーザーリデア
写真は台湾仕様ティエラ・タクシー仕様

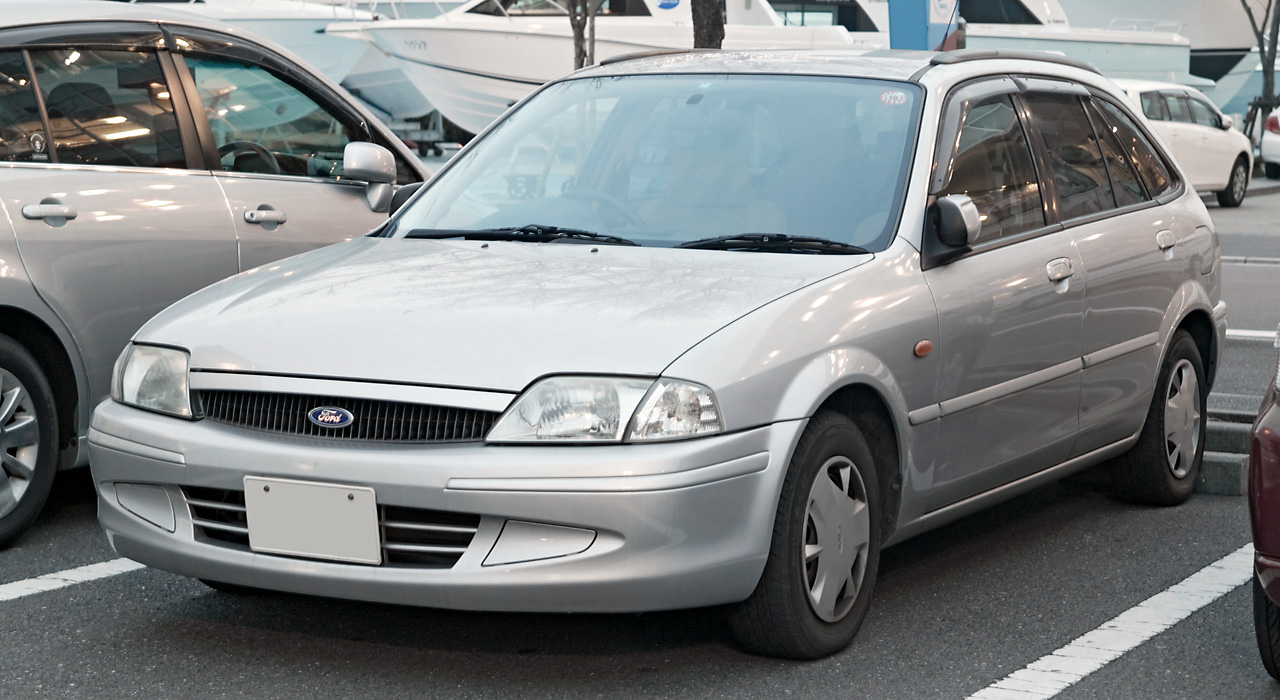
レーザーリデア ワゴン（日本仕様）

- 1998年12月　フルモデルチェンジ。車名がレーザー リデア（LASER LIDEA）へと変更。ボディはオーソドックスな4ドアセダンと極端に短いリアオーバーハングが特徴的な5ドアワゴン（実質的には5ドアハッチバック）の2タイプ。エンジンはFP-DE型1.8L（ワゴンのみ）、ZL-DE型1.5L（セダン/ワゴン）、B3-ME型1.3L（セダンのみ）のガソリンとRF型2.0Lディーゼル（セダンのみ）が選べる。1.8Lと1.5Lにはフルタイム4WDが用意され、1.8LはビスカスLSD付、1.5Lはロータリーブレードカップリング式のリアルタイムが設定されていた。
- 台湾仕様である「ティエラ（TIERRA）」の改良版「ティエラ アクティバ（TIERRA ACTIVA）」はハッチバックについてはBJ型ファミリアS-ワゴンとほぼ同じ外観を有した。
- 2000年3月　フォーカスの日本導入。
- 2001年4月[3] - オーダーストップに伴い生産終了。在庫対応分のみの販売となる。
- 2001年6月[4][5] - 在庫対応分がすべて完売し販売終了。
- 2002年　オセアニア市場でもフォーカスの導入に伴い販売終了となる。

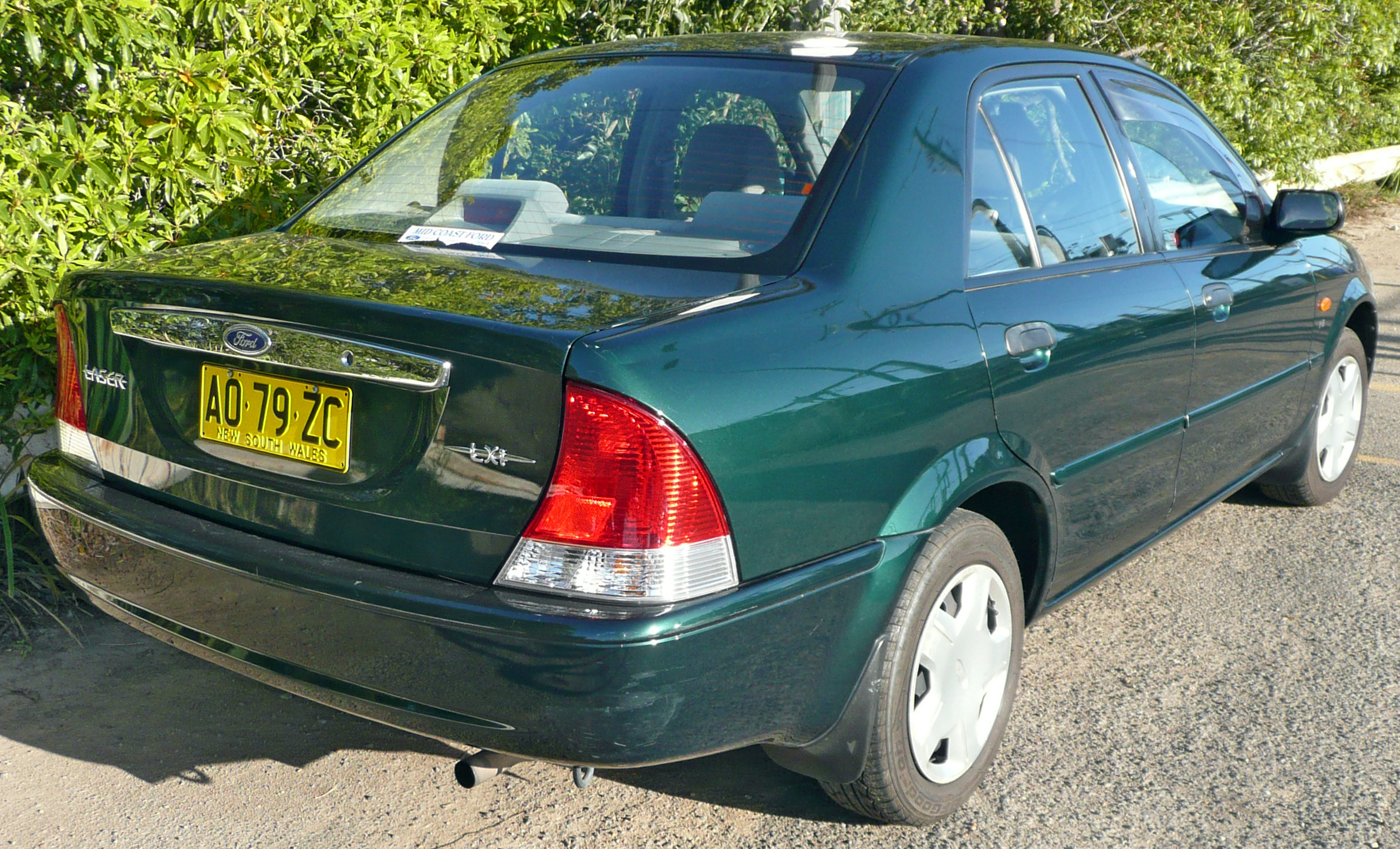
レーザーリデア（リア）
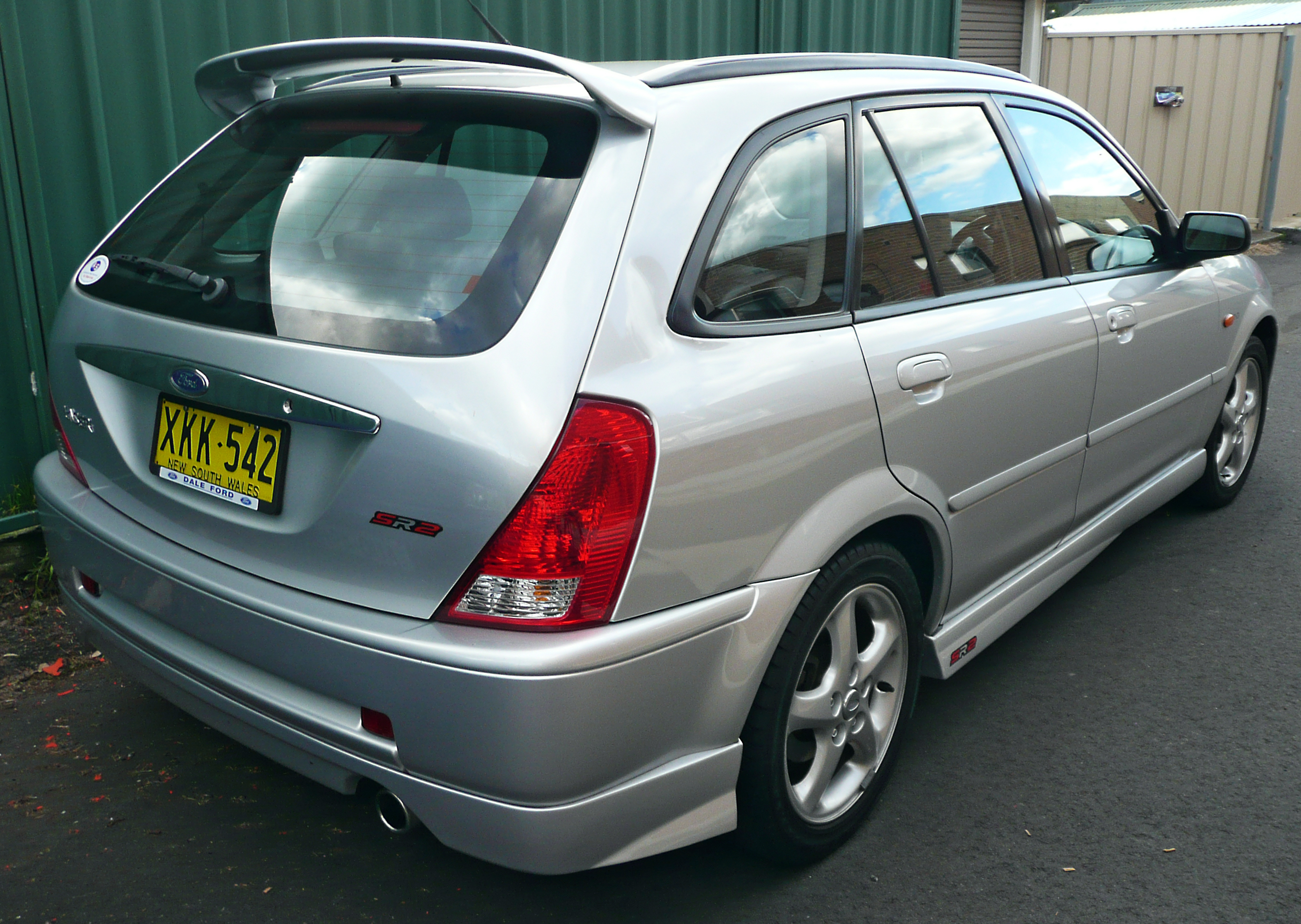
レーザーリデアワゴン（リア）
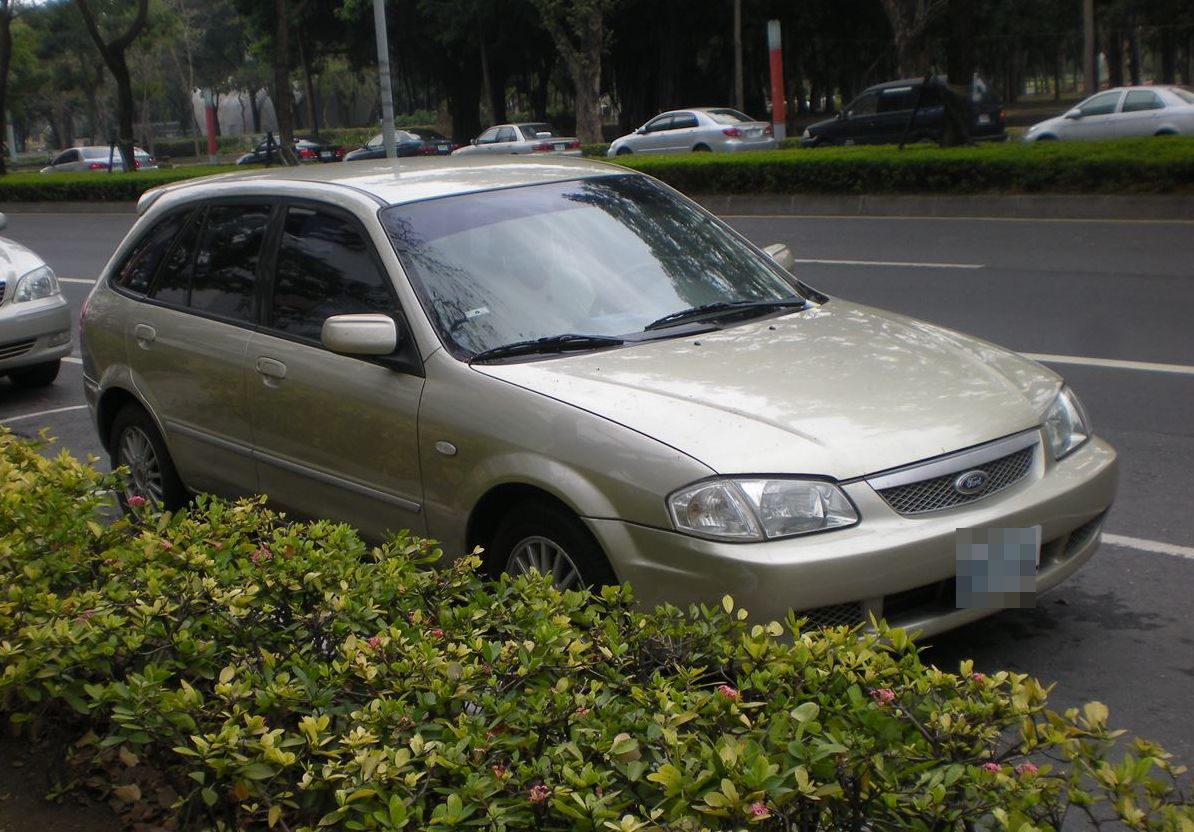
台湾仕様　ティエラアクティバ　フロント
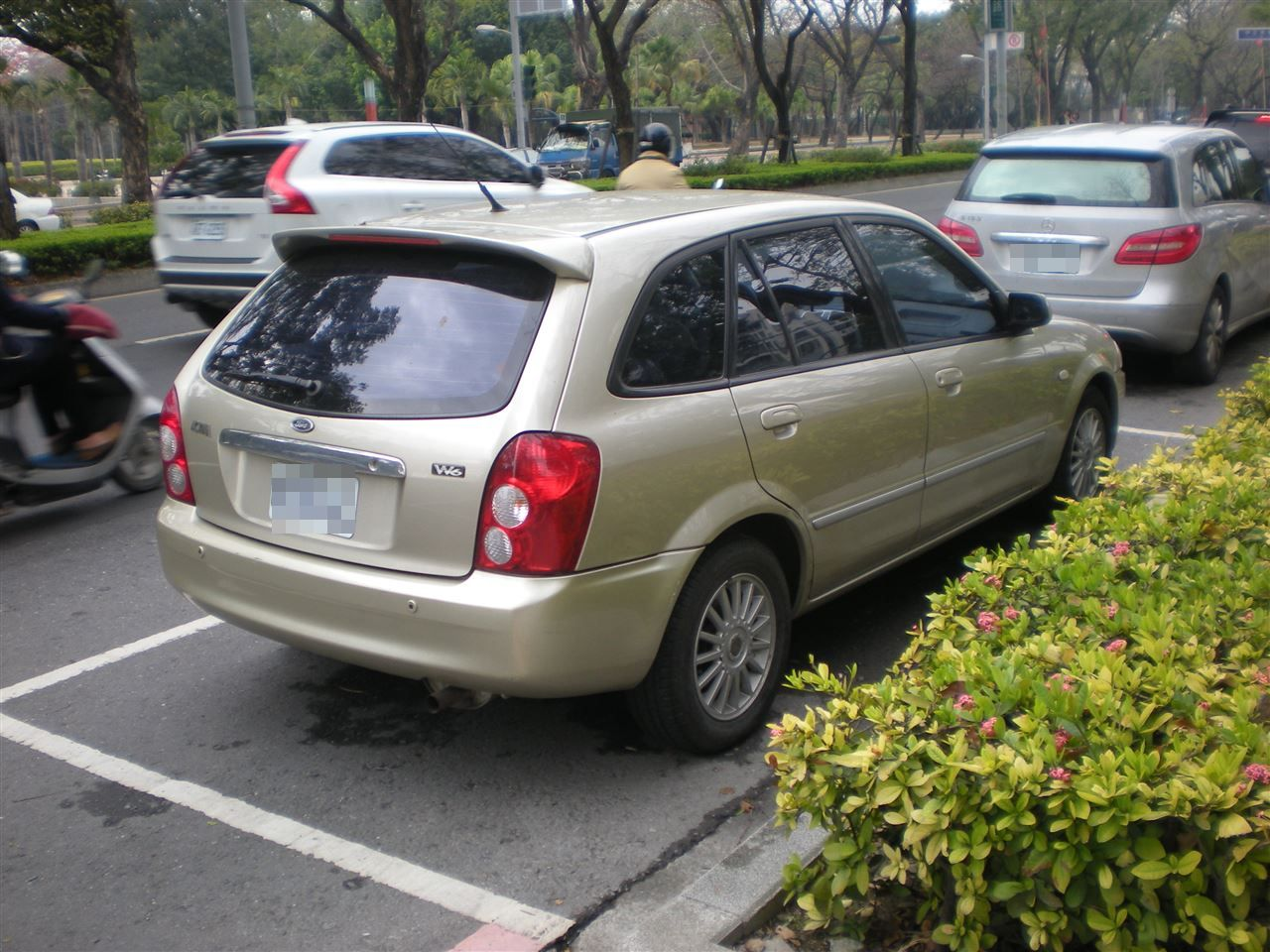
台湾仕様　ティエラアクティバ　リヤ